# 東海孝婦
東海孝婦，西漢時期著名冤案，最早記載於《漢書》（前漢書），著名中國歷史事件之一。為關漢卿雜劇“《竇娥冤》”的原型之一。

## 出處
- 《漢書‧卷七十一‧于定國傳》
- 《搜神記‧卷十一》
- 《通志》

## 《漢書》版本

### 原文
東海有孝婦，少寡，亡子，養姑甚謹，姑欲嫁之，終不肯。姑謂鄰人曰：「孝婦事我勤苦，哀其亡子守寡。我老，久累丁壯，奈何？」其後姑自經死，姑女告吏：「婦殺我母」。吏捕孝婦，孝婦辭不殺姑。吏驗治，孝婦自誣服。具獄上府，于公以為此婦養姑十餘年，以孝聞，必不殺也。太守不聽，于公爭之，弗能得，乃抱其具獄，哭於府上，因辭疾去。太守竟論殺孝婦。郡中枯旱三年。後太守至，卜筮其故，于公曰：「孝婦不當死，前太守強斷之，咎黨在是乎？」於是太守殺牛自祭孝婦塚，因表其墓，天立大雨，歲孰。郡中以此大敬重于公。

### 白話翻譯
東海郡（今山東省郯城縣）有一名孝婦，年輕時守寡，膝下無子，但她還是全心全意的侍奉婆婆。婆婆勸她改嫁，孝婦始終不肯。婆婆對鄰人說：「媳婦侍奉我一直很辛苦。她沒有孩子，又守寡。我現在年紀大了，長久下去會拖累她，該怎麼辦才好？」不久之後，婆婆就自縊身亡了。
婆婆的女兒向官府告狀：「媳婦殺了我母親」。官府拘捕孝婦，孝婦堅稱沒有殺害婆婆。但在官府的嚴刑逼供下，孝婦被迫承認自己殺死婆婆。
地方官定案後，將案子報呈上級官府。公擔任郡決曹主管司法，他閱覽卷宗後，認為婦人奉養婆婆十多年，並且以孝心聞名鄉里，一定不可能殺害婆婆。不料太守聽不進去于公的勸告，于公和太守激烈爭論，仍舊無法達成目的，于公為此抱著卷宗在家裡大哭，並辭去了官職。
孝婦冤死後，東海郡大旱三年。新任太守到任後，請人占卜大旱的原因。于公說：「孝婦不該被判死，前任太守一意孤行，強行決斷，原因就在於此吧？」
於是新任太守親自前往孝婦墳前，殺牛祭祀，並為其立碑，上天降下傾盆大雨，當年豐收。郡中百姓因此更加敬重于公。

## 《搜神記》版本

### 原文
漢時，東海孝婦養姑甚謹，姑曰：「婦養我勤苦，我已老，何惜餘年，久累年少。」遂自縊死。其女告官云：「婦殺我母。」官收，系之。拷掠毒治，孝婦不堪苦楚，自誣服之。時于公為獄吏，曰：「此婦養姑十餘年，以孝聞徹，必不殺也。」太守不听。于公爭不得理，抱其獄詞哭于府而去。自后郡中枯旱，三年不雨。后太守至，于公曰：「孝婦不當死，前太守枉殺之，咎當在此。」太守實時身祭孝婦冢，因表其墓，天立雨，歲大熟。長老傳云：「孝婦名周青，青將死，車載十丈竹竿，以懸五旛，立誓于眾曰：『青若有罪，愿殺，血當順下；青若枉死，血當逆流。』既行刑已，其血青黃緣旛竹而上，极標，又緣旛而下云。」

## 相關詩文及名句
- 大人，我竇娥死的委實冤枉，從今以後，著這楚州亢旱三年。（關漢卿 《竇娥冤》）
- 你道是天公不可期，人心不可憐，不知皇天也可從人願。做甚麽三年不見甘霖降？也只為東海曾經孝婦冤。如今輪到你山陽縣。這都是官吏每無心正法，使百姓有口難言。（關漢卿 《竇娥冤》）[4]

## 影響
一般認為“東海孝婦”故事是元代雜劇《竇娥冤》的藍本。
《竇娥冤》第三折中，竇娥預言“楚州將抗旱三年”，即引用了東海孝婦的典故。該劇第三折中，竇娥唱道“做甚麽三年不見甘霖降？也只為東海曾經孝婦冤。”證明《竇娥冤》故事中“處州抗旱三年”的靈感，是出自於東海孝婦。